# Sugitania lepida
Sugitania lepida là một loài bướm đêm trong họ Noctuidae.